# Valeria Messalina

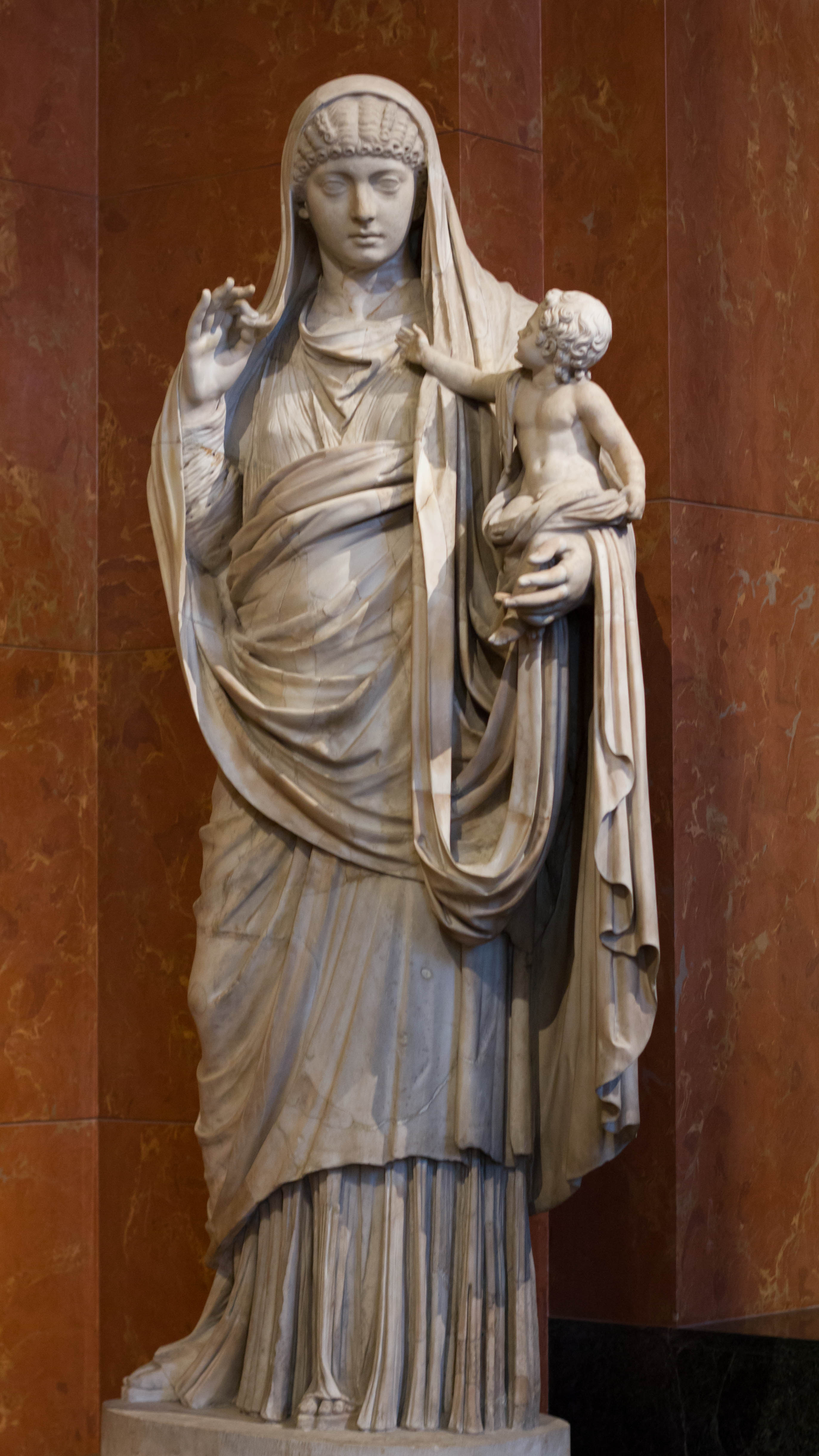
Statue der Messalina mit ihrem Sohn Britannicus

Valeria Messalina (* vor 20 n. Chr.; † Herbst 48 n. Chr.) war die dritte Frau des römischen Kaisers Claudius. In den ihr überwiegend äußerst negativ gesinnten Quellen wird sie als habgierig, grausam und ausschweifend beschrieben; sie sei eine Nymphomanin gewesen. Zahlreiche hochrangige unliebsame Personen fielen ihren Intrigen zum Opfer. Als sie mit der mächtigen Partei der Freigelassenen brach und mit Gaius Silius eine neue Ehe einging, wurde sie auf Betreiben von Narcissus hingerichtet.

## Abstammung und Heirat mit Claudius
Valeria Messalina entstammte vornehmsten römischen Gesellschaftskreisen. Ihre Eltern waren Domitia Lepida und Marcus Valerius Messala Barbatus, beide Enkel der Octavia Minor, der Schwester des Kaisers Augustus. Aus der zweiten Ehe ihrer Mutter mit Cornelius Sulla Felix hatte sie einen Halbbruder Faustus Cornelius Sulla Felix.
Claudius heiratete seine fast 30 Jahre jüngere Nichte Valeria Messalina etwa 38/39 n. Chr., also noch vor seinem Herrschaftsantritt. Er schloss diese dritte Ehe aus politischen Erwägungen, doch sind die näheren Gründe unbekannt. Messalina, die bei ihrer Hochzeit wohl bereits etwa 20 Jahre alt war, gebar ihrem Gatten zwei Kinder: zu Beginn des Jahres 40 n. Chr. die Tochter Octavia und am 12. Februar 41 n. Chr. den Sohn Britannicus. Die Tochter Octavia wurde später die erste Ehefrau des Kaisers Nero.

## Kaiserin
Am 24. Januar 41 n. Chr. wurde Claudius nach dem Sturz Caligulas Kaiser des römischen Imperiums. Damit veränderte sich das Leben von Messalina ebenfalls. Kurz danach gebar sie ihren Sohn, was ihre Position als Mutter des Thronfolgers erheblich stärkte. Der Titel einer Augusta, den ihr der Senat nach Britannicus’ Geburt verleihen wollte, blieb ihr aber – im Gegensatz zu ihrer Nachfolgerin Agrippina – aufgrund von Claudius’ ablehnender Haltung verwehrt. Obwohl sie also nie offiziell den Augusta-Titel führte, erscheint dieser auf einigen in griechischen Städten hergestellten Münzen und Inschriften. Ihr Geburtstag wurde von einigen Prätoren aus eigenem Antrieb ohne förmlichen Senatsbeschluss öffentlich begangen. Nach dem römischen Sieg über Britannien (43 n. Chr.) folgte Messalina in einer Kutsche Claudius’ Triumphwagen. Damals wurde ihr auch wie einst Augustus’ Gattin Livia die Proedrie (= Vorsitz) über die Vestalinnen gewährt.
Dass Claudius sich nicht vornehmlich von der senatorischen Oberschicht, sondern auch von seinen Frauen und Freigelassenen beraten und beeinflussen ließ, stieß auf die Kritik der römischen Geschichtsschreibung, die in bewusst negativer Übertreibung behauptet, dass der Kaiser von Messalina und später Agrippina sowie von Freigelassenen völlig beherrscht worden sei. Ihren Einfluss auf Claudius nutzte Messalina unter anderem zur Beseitigung missliebiger Personen, doch scheint sie keine großen politischen Ambitionen gehabt zu haben. Mit mehreren mächtigen Freigelassenen, insbesondere Narcissus, arbeitete sie bis kurz vor ihrem Sturz eng zusammen und zog großen finanziellen Gewinn aus ihrem angeblich stets teuer angebotenen Einsatz beim Kaiser bei Bürgerrechtsverleihungen und der Verschaffung hoher Posten. Auf diese Weise verpflichtete sie sich auch jene Männer, denen sie ihre Gunst gewährt hatte.

### Münzen, Bildnisse

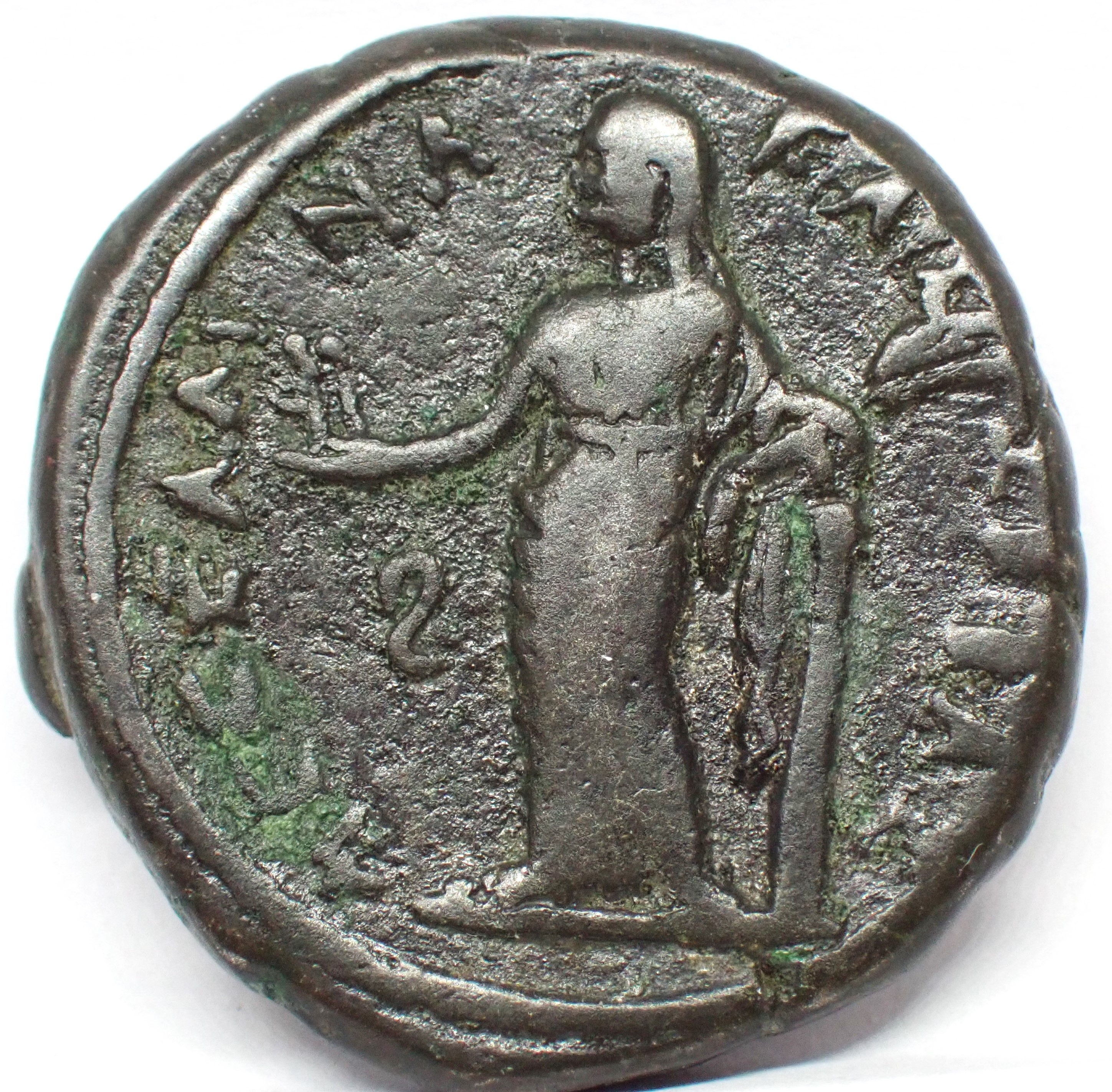
Messalina auf Revers alexandrinischer Tetradrachme des Claudius, Kampmann/Ganschow 12.52

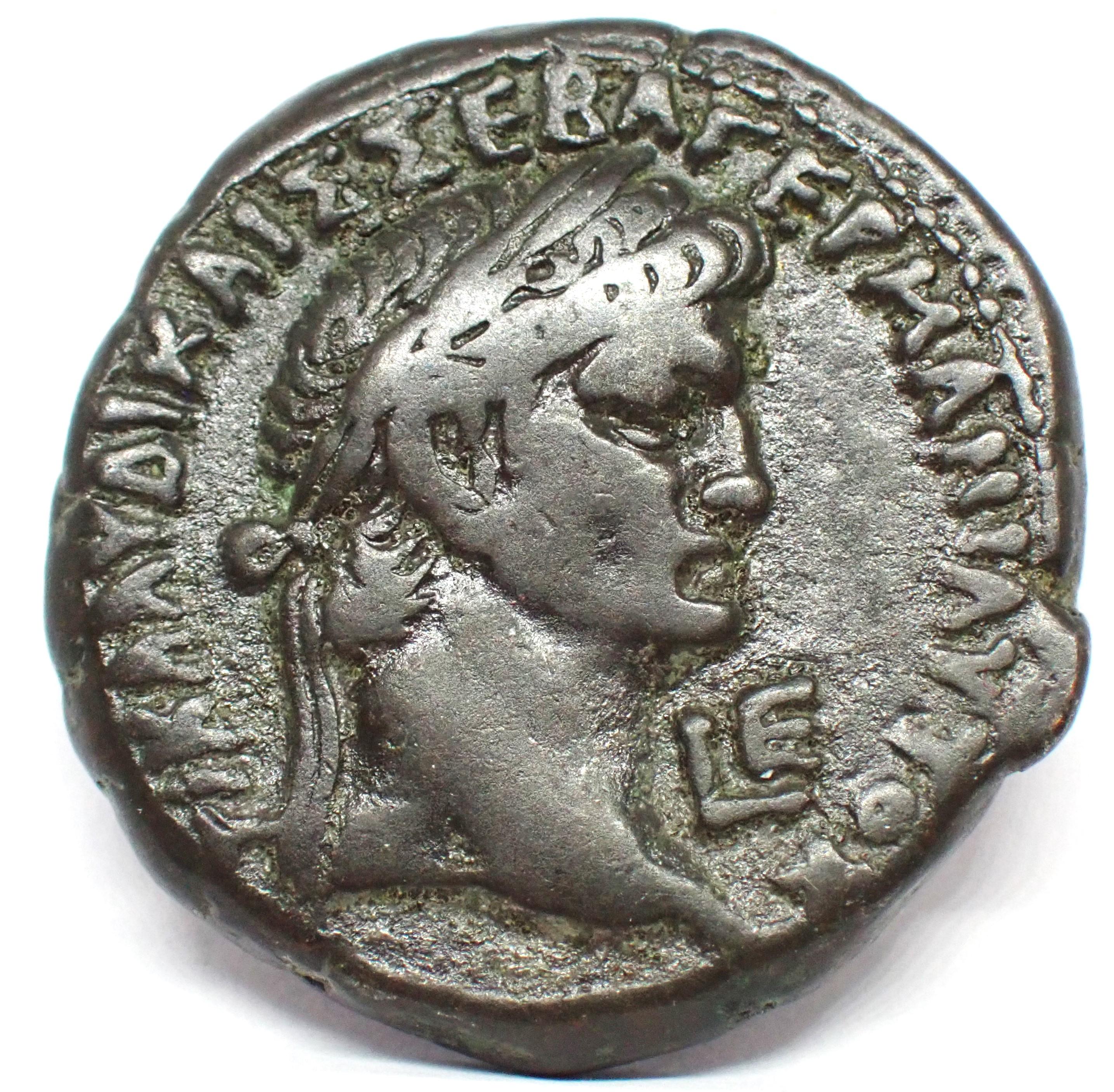
Alexandrinische Tetradrachme des Claudius, Avers, Kampmann/Ganschow 12.52

In der Hauptstadt Rom wurden keine eigenen Münzen Messalinas hergestellt. Es sind nur einige in der östlichen Hälfte des Imperiums (unter anderem Kreta, Achaia, Nikaia) geprägte Münzen der Kaiserin bekannt, die ihr Porträt tragen und damit eine Vorstellung ihres Aussehens vermitteln. In Alexandria wurden von 41 bis 46 n. Chr. Tetradrachmen geprägt, die Claudius am Avers und Messalina und ihre Kinder Britannicus und Octavia auf der Rechten und Ähren im linken Arm auf eine Säule gestützt en face stehend am Revers zeigen. Ein im Cabinet des Médailles der Pariser Nationalbibliothek aufbewahrter Sardonyx-Kameo dürfte sie ebenfalls mit ihren beiden Kindern darstellen. Nach diesen Bildnissen hatte sie ein volles Gesicht mit leicht gebogener Nase und trug eine in der Mitte gescheitelte Frisur. Erhaltene Statuen können ihr nicht mit Sicherheit zugewiesen werden.

### Nymphomanin?
Als Messalinas angeblich hervorstechendste Charaktereigenschaften führt die Überlieferung Geiz, Grausamkeit und exzessive Ausschweifungssucht an. Letztere soll sich in ihren zahlreichen außerehelichen Affären geäußert haben. Claudius dürfte in seine weit jüngere, lebenslustige, schöne Frau aufrichtig verliebt gewesen sein und später ihren immer offener kritisierten Lebenswandel nachsichtig ignoriert haben. Die Vergnügungen der jungen Kaiserin auf Festen und Banketten hatten bald den Ruf, in opulente und zügellose Orgien auszuarten. Sie wird stets als aktiv begehrende und ihre sexuellen Bedürfnisse auch rücksichtslos durchsetzende Frau geschildert. So habe sie den berühmten Pantomimen Mnester zum Beischlaf genötigt, indem sie Claudius unter Vorschützen falscher Gründe den Befehl abrang, dass Mnester ihr in jeder Weise gehorchen müsse. Außerdem habe sie andere adlige Damen gezwungen, im Kaiserpalast vor den Augen von deren Gatten Ehebruch zu begehen. Ihrem kaiserlichen Gemahl soll sie Sklavinnen als Geliebte zugeführt und ihr eigenes, angeblich so offen ausgelebtes unkeusches Verhalten lange zu verbergen gewusst haben.
Laut dem Satiriker Iuvenal sei Messalina sogar so triebhaft veranlagt gewesen, dass sie sich selbst unter dem Namen Lycisca (etwa: Wolfsfrau; das lateinische Wort lupa bedeutet sowohl Wölfin als auch Prostituierte) als Prostituierte anbot. Um ihre Identität zu verschleiern, habe sie eine blonde Perücke über ihrem schwarzen Haar getragen. Wenn der Bordellwirt zusperrte, sei sie erschöpft, aber nicht befriedigt gewesen. Die bekannteste Anekdote, die aus Plinius’ Naturalis historia stammt, ist wohl, dass Messalina eine bekannte römische Dirne zu einem Wettstreit herausgefordert habe. Während diese nach 25 Liebhabern aufgegeben habe, soll Messalina bis in den Morgen weitergemacht haben. Doch diese und andere Darstellungen von Messalina als eine der „größten Nymphomaninnen der Geschichte“ vor allem in den Berichten Iuvenals und des Historikers Cassius Dio entbehren einer zuverlässigen Basis. Wie diese schon früh aufgekommene übertriebene Charakterisierung entstand, ist ungeklärt. Dass Agrippina Gerüchte über das vermeintlich zügellose Sexualleben Messalinas gestreut habe, um Zweifel an Britannicus’ ehelicher Abstammung zu wecken und so die Nachfolgechancen ihres Sohnes Nero zu erhöhen, muss Spekulation bleiben.

### Ausschaltung von Widersachern
Messalina soll ihren Mann beeinflusst haben, Todesurteile gegen Personen auszusprechen, von denen sie sich gestört, beleidigt, sexuell zurückgewiesen oder zu wenig beachtet fühlte. Aus dem letztgenannten Grund soll unter anderem 42 n. Chr. ihre Cousine, die Caligula-Schwester Iulia Livilla, sich mit ihr verfeindet haben. Außerdem sei die Kaiserin auf die große Schönheit ihrer Cousine und deren regelmäßige private Treffen mit Claudius eifersüchtig gewesen. Wahrscheinlich sah Messalina in ihr eine Konkurrentin, die ihr noch dazu bezüglich ihrer Abstammung ebenbürtig war und deren Gunst bei Claudius sie vielleicht fürchtete. Auf Messalinas Betreiben des Ehebruchs mit Seneca angeklagt, wurde Iulia Livilla verbannt und nicht viel später ermordet, während Seneca mit einer Verbannung davonkam.
Auch der Senator Gaius Appius Iunius Silanus fiel 42 n. Chr. einer Verschwörung von Messalina und dem einflussreichen Freigelassenen Narcissus zum Opfer. Silanus hatte die Provinz Hispania Tarraconensis verwaltet, war dann 41 n. Chr. auf kaiserlichen Befehl nach Rom zurückgekehrt und dritter Ehemann von Messalinas Mutter Domitia Lepida geworden. Er nahm nun eine bedeutende Rolle bei Hof ein, zog sich aber offenbar bald den Hass von Messalina und Narcissus zu. Diese arbeiteten deshalb auf seinen Sturz hin. Cassius Dio gibt freilich als einziges Motiv für Messalinas Feindschaft an, dass ihr Stiefvater ihr Liebesangebot abgelehnt habe. Laut dem Kaiserbiographen Sueton erzählte Narcissus dem Princeps, er habe geträumt, dass Silanus ihn, den Kaiser, ermorden wolle, woraufhin die anwesende Messalina scheinbar erstaunt versicherte, mehrmals den gleichen Traum gehabt zu haben. Als dann die Nachricht eintraf, dass Silanus nahe – womit dieser nur einen Befehl befolgte, zu dieser Zeit in den Palast zu kommen –, sei der schreckhafte Claudius von der Wahrheit der Träume überzeugt worden, so dass er Silanus sofort hinrichten ließ.
Im nächsten Jahr 43 n. Chr. soll Messalina für die Beseitigung einer weiteren Iulia, einer Enkelin des Kaisers Tiberius, gesorgt haben, weil diese ihre Eifersucht erregt habe. In den Quellen wird aber nicht genauer ausgeführt, aus welchem Grund die Kaiserin auf diese Iulia eifersüchtig war. Im gleichen Jahr habe Messalina auch den Prätorianerpräfekten Catonius Iustus ermorden lassen, weil er dem Kaiser von ihren außerehelichen Beziehungen habe berichten wollen. Unter Messalinas Einfluss wurden 47 n. Chr. Lucius Lusius Geta und Rufrius Crispinus zu Prätorianerpräfekten ernannt, die der Kaiserin besonders ergeben waren, da sie auf deren Betreiben in ihre neuen hochrangigen Stellungen aufgerückt waren.
Über Messalinas Leben in den Jahren 44 und 45 n. Chr. liegen keine Angaben vor. 46 n. Chr. vergiftete sie Marcus Vinicius, den Gatten der von ihr schon vier Jahre zuvor beseitigten Iulia Livilla, weil er angeblich mit ihr keine Affäre hatte eingehen wollen. Ende 46 oder Anfang 47 n. Chr. wurde der junge Gnaeus Pompeius Magnus aus dem Weg geräumt, der mit Antonia, der Tochter von Claudius und dessen zweiter Gattin Aelia Paetina, verheiratet war. Nach einer Variante der Überlieferung erfolgte seine Hinrichtung, weil entdeckt worden sei, dass Pompeius Magnus eine homosexuelle Beziehung unterhalten habe. Laut einer abweichenden, eher zutreffenden Version war hingegen Messalina für Pompeius’ Tötung verantwortlich. Möglicherweise war die Kaiserin besorgt, dass der mit hohen Ehren überhäufte kaiserliche Schwiegersohn von Claudius als Thronfolger in Betracht gezogen wurde und damit ein gefährlicher Konkurrent ihres Sohnes Britannicus wäre. Die Familie und vor allem die Stellung des eigenen Sohnes war nämlich für Messalina wie für jede andere Römerin das höchste Ziel. Antonia wurde nun Messalinas Halbbruder Faustus Cornelius Sulla Felix zur Gattin gegeben.
Dem hochangesehenen zweifachen Konsul Decimus Valerius Asiaticus wurde 47 n. Chr. sein großer Reichtum zum Verhängnis, wobei Messalina es insbesondere auf die von ihm erworbenen Gärten des Lucullus abgesehen hatte. Ein weiteres Motiv für seinen Sturz war angeblich auch sein Verhältnis zu Poppaea Sabina, der Mutter von Neros gleichnamiger späterer Gattin, auf deren Schönheit Messalina eifersüchtig gewesen sei. Der Delator Publius Suillius Rufus trat in diesem Fall wie auch bei anderen Gelegenheiten, etwa beim Vorgehen gegen die Tiberiusenkelin Iulia, im Dienste Messalinas als Ankläger auf. Auch der Erzieher des Britannicus, Sosibius, wirkte im Interesse der Kaiserin und warnte Claudius, dass Asiaticus einen Umsturz plane und zu diesem Zweck zu den germanischen Armeen aufbrechen wolle. Aufgrund seiner Herkunft aus Vienna, einer in der Provinz Gallia Narbonensis gelegenen Kolonie, verfüge er dort über einflussreiche Verwandtschaftsbeziehungen und könne die Völkerschaften seiner Heimat leicht aufhetzen. Der so in Angst versetzte Claudius ließ den verdächtigen Konsul daraufhin durch den Prätorianerpräfekten Rufrius Crispinus verhaften.
Asiaticus wurde in die kaiserlichen Privatgemächer gebracht und von Suillius der Demoralisierung der Soldaten und des Ehebruchs mit Poppaea Sabina beschuldigt. Die Verteidigungsrede des Angeklagten beeindruckte den Kaiser und soll auch die beim Verhör anwesende Messalina zu Tränen gerührt haben. Diese verließ das Zimmer, gab aber dem scheinbar für Asiaticus eintretenden einflussreichen dreimaligen Konsul Lucius Vitellius den Auftrag, die Verurteilung des Beschuldigten auf jeden Fall herbeizuführen. Lucius Vitellius, der Vater des späteren Princeps Vitellius, war ein vorgeblich tiefer Verehrer der Kaiserin und trug angeblich stets einen ihrer Pantoffel zwischen Toga und Tunika, den er ab und zu küsste. In einer scheinheiligen Rede erinnerte er Claudius an Asiaticus’ Verdienste und ersuchte, dass der Angeklagte seine Todesart selbst wählen dürfe. Der Kaiser glaubte deshalb an ein Schuldeingeständnis und entsprach der Bitte. So lautet jedenfalls der Bericht des Tacitus. Mit offenbar stoischer Ruhe tötete Asiaticus sich durch Aufschlitzen seiner Adern in den Gärten des Lucullus, die nun in Messalinas Besitz übergingen. Auch Poppaea wurde von der Kaiserin in den Selbstmord getrieben, indem sie ihr Kerkerhaft androhen ließ. Claudius soll davon nichts gewusst haben. Ferner wurden zwei römische Ritter, die den Beinamen Petra führten, umgebracht, da sie zugelassen hätten, dass in ihrem Haus intime Treffen zwischen Poppaea und dem Pantomimen Mnester stattfanden.
Ebenfalls 47 n. Chr. kam es auf Messalinas Betreiben schließlich noch zum Sturz und der Tötung des einflussreichen Freigelassenen Polybius, der früher eine Affäre mit ihr gehabt haben soll. Dadurch kühlte sich aber ihr Verhältnis zu anderen mächtigen Freigelassenen, auf die sie sich bisher hatte stützen können, sehr ab. Ein Vertreter dieser einflussreichen Gruppe, Narcissus, sorgte im nächsten Jahr für Messalinas eigenen Fall.

## Sturz
Messalinas Sturz wurde durch ihr seit 47 n. Chr. bestehendes Liebesverhältnis zu dem etwa 30-jährigen Senator Gaius Silius ausgelöst, der laut Tacitus der „schönste junge Mann Roms“ gewesen sei. Tacitus gibt über den Untergang der Kaiserin eine sehr detaillierte Darstellung, die sich im Wesentlichen mit dem deutlich kürzeren Parallelbericht Cassius Dios deckt.

### Heirat mit Silius
Durch Messalinas Einfluss wurde Silius zum Konsul für 48 n. Chr. designiert. Er ging die Affäre mit ihr ein und ließ sich ihretwegen von seiner Gattin Iunia Silana scheiden, obwohl er die Gefährlichkeit dieses Verhältnisses laut Tacitus durchaus erkannte. Offensichtlich hielt er eine Weigerung, sich mit der Kaiserin einzulassen, für nicht minder bedrohlich und hoffte, die Beziehung zu ihr geheim halten zu können. Als Lohn überhäufte Messalina ihn mit Geldgeschenken und Ehrenstellen, ließ zahlreiche Bedienstete des kaiserlichen Hofstaates in Silius’ Dienste übertreten und besuchte ihn angeblich oftmals ganz offen mit großem Gefolge. Trotzdem soll Claudius nichts davon bemerkt haben.
Nach etwa einjähriger Liaison wünschte Silius schließlich, dass Messalina seine Gattin würde, was zugleich ihre Scheidung von Claudius bedeutete. Als der Kaiser wegen einer Opferhandlung für einen längeren Aufenthalt nach Ostia abgereist war, feierte die angeblich wegen einer Krankheit in Rom zurückgebliebene Messalina im Herbst 48 in aller Form mit festlichem Gepränge und in Anwesenheit zahlreicher geladener Gäste ihre Hochzeit mit Silius. Laut einer von Sueton mit gewissem Zweifel erzählten, bei Tacitus nicht zu findenden Überlieferung soll Claudius selbst eine Mitgiftregelung für Messalina in deren Ehevertrag mit Silius signiert haben, weil er zu dem Glauben verleitet worden sei, dass es sich nur um eine Scheinhochzeit handele. Diese wäre notwendig, sei ihm vorgegaukelt worden, um eine – von bestimmten Omina angezeigte – Gefahr für sein Leben auf eine andere Person abzulenken.
Manche Historiker bezweifeln, ob es sich hierbei tatsächlich um eine rechtsgültige neue Ehe Messalinas handelte oder nicht nur um eine die grundsätzliche Heiratsabsicht beider Partner unterstreichende Zeremonie. Da aber auch die älteste erhaltene und Messalina relativ wohlwollend gegenüberstehende Quelle, das Drama Octavia, von einer regelgerechten Eheschließung spricht, darf die Überlieferung von Messalinas Heirat mit Silius als gesichert gelten. Was die Kaiserin – außer Verliebtheit – zu diesem Schritt getrieben hat, könnte die Sorge gewesen sein, dass Britannicus’ Chancen durch die Beliebtheit von Agrippina, der Tochter des noch immer mit Wohlwollen gedachten Germanicus, und ihrem jungen Sohn Nero gemindert würden. Dieser schien nämlich beim stadtrömischen Volk größere Zuneigung als Britannicus zu genießen und nach modernen Spekulationen könnte Messalina befürchtet haben, dass Claudius sich mit Agrippina einlassen und deren Sohn zum Thronfolger bestimmen würde. Der kinderlose Silius war aber laut Tacitus zur Adoption des Britannicus bereit, so dass Messalina sich von ihrer neuen Ehe größere Sicherheit für die Nachfolge ihres Sohnes versprochen haben mochte. Doch andererseits war sie anfangs über Silius’ Vorschlag zur Heirat nicht erbaut und fürchtete, dass der Geliebte sie verstoßen könnte, wenn er erst einmal ganz oben angelangt sei. Außerdem hatte das Paar offenbar, obwohl sich seine abenteuerliche Hochzeit nicht geheim halten ließ, keine Vorkehrungen für die sich daraus ergebenden nötigen Konsequenzen getroffen. So hatte es anscheinend kein eigentliches Komplott zu Claudius’ Beseitigung geplant oder wenigstens Maßnahmen zum Schutz vor der erwartbaren Rache des Kaisers getroffen, sondern ohne viele Gedanken an die Zukunft geheiratet.

### Verurteilung und Tod
Die bedeutendsten kaiserlichen Freigelassenen, Narcissus, Callistus und Pallas, fürchteten einen möglichen Sturz des Claudius, da sie allein durch dessen Gunst ihre Machtstellung bewahren konnten. Doch sie zögerten, den Fall der Kaiserin zu betreiben, da sie bedachten, dass der seiner Gattin gegenüber stets sehr nachsichtige Claudius trotz ihres für ihn sehr beleidigenden Verhaltens bereit sein könnte, ihr zu vergeben. Dann würde Messalina aber an ihren Gegnern Vergeltung üben. Schließlich wagte nur Narcissus, gegen die Kaiserin vorzugehen. Er ließ den noch in Ostia weilenden Princeps zuerst durch zwei von dessen vertrauten Mätressen, Calpurnia und Kleopatra, über Messalinas Hochzeit mit Silius informieren und bestätigte nur, anschließend gerufen, deren Aussagen, was danach der Leiter der Getreideversorgung, Gaius Turranius Gracilis, und der Prätorianerpräfekt Lusius Geta ebenfalls taten. Der Kaiser wurde durch den Hinweis auf die Gefahr, in der er sich befinde, in Angst versetzt, und die Besorgnis um seine Herrschaft setzte ihm mehr zu als der Ärger über Messalinas Verhalten. Es wurde ihm geraten, sich der Loyalität der Prätorianer zu versichern.
Wohl einige Tage nach ihrer Hochzeit feierte Messalina mit Silius im Palast das Weinlesefest. Die Gäste waren in heiterer Stimmung. Frauen tanzten als Bacchantinnen gekleidet, Messalina selbst hatte ihr Haar aufgelöst und schwang den Thyrsosstab. Bei dem Fest anwesend war auch Vettius Valens, der vermutlich ihr Leibarzt und angeblich auch ehemaliger Liebhaber war. Er kletterte auf einen Baum und äußerte, dass ein fürchterliches Unwetter von Ostia her in Anzug sei. Diese Bemerkung soll das erste böse Omen für das Messalina drohende Unheil gewesen sein. Bald gab es sicherere Kunde, dass Claudius über ihr Handeln im Bild war und nach Rom zurückkehren wollte, um sie zu bestrafen. Die Festgäste zerstreuten sich daraufhin, doch wurden viele von ihnen verhaftet. Während Silius sich angstvoll auf das Forum begab, suchte Messalina die Lukullischen Gärten auf und beschloss, dem Kaiser entgegenzuziehen und zu versuchen, ihn durch ein persönliches Gespräch zur Milde zu bewegen. Ihre gemeinsamen Kinder und die Vorsteherin der Vestalinnen, Vibidia, sollten sie dabei unterstützen. Dann durchquerte sie zu Fuß die ganze Stadt und fuhr anschließend auf einem Karren die nach Ostia führende Straße entlang.
Unterdessen hatte Narcissus sich, da er dem Messalina ergebenen Prätorianerpräfekten Lusius Geta nicht traute, dessen Befehlsgewalt von Claudius für einen Tag übertragen lassen. Er setzte sich auch in den Wagen des Princeps, mit dem dieser nach Rom zurückreiste, damit die beiden anderen Insassen, Messalinas vermeintlicher Verehrer Lucius Vitellius und Claudius’ Freund Gaius Caecina Largus, den wankelmütigen Kaiser nicht während der Fahrt umstimmen konnten. Als Messalina in die Nähe des kaiserlichen Gefährts kam und um Gehör bat, wusste Narcissus dies durch Hinweis auf ihre Heirat mit Silius und ihre in einer Liste verzeichneten früheren Affären zu verhindern. Der Freigelassene sorgte auch dafür, dass Britannicus und Octavia nicht zu ihrem Vater durchdringen konnten. Vibidia gelang es aber, Claudius gegenüber ihrer Forderung Ausdruck zu verleihen, dass Messalina Gelegenheit zu ihrer Verteidigung haben müsse. Narcissus wimmelte die Vestalin schließlich mit dem vagen Versprechen ab, dass der Kaiser seine Gattin noch anhören werde.
Narcissus suchte Claudius’ Wut gegen Messalina noch zu steigern, indem er ihn in Silius’ Haus führte und auf das in der Vorhalle aufgehängte Bild von Silius’ Vater zeigte, welches, da letzterer unter Tiberius verurteilt worden war, wie alle von dessen Porträts hätte zerstört werden müssen. Außerdem führte der Freigelassene vor, dass Silius sich große Bestände des kaiserlichen Erbguts angeeignet hatte. Dann geleitete er den Kaiser in das Prätorianerlager, wo dieser den Soldaten in einer kurzen Ansprache die Lage schilderte. Die Kohorten forderten die sofortige Bestrafung der Schuldigen. Der Kaiser hielt daraufhin selbst Gericht und ließ Silius holen, der seine Schuld nicht leugnete, sondern nur mannhaft um eine rasche Exekution ersuchte. Hingerichtet wurden in diesem Zusammenhang auch andere vornehme Römer, so der von Silius zu Messalinas Bewacher ernannte Titius Proculus, der Arzt Vettius Valens, ferner Pompeius Urbicus, Saufeius Trogus, der Präfekt der Brandwache Decrius Calpurnianus, der Gladiatorenausbilder Sulpicius Rufus und der Senator Iuncus Vergilianus. Der Pantomime Mnester wollte sein Leben dadurch retten, dass er Claudius an dessen Befehl erinnerte, er, Mnester, müsse allen Wünschen Messalinas gehorchen. Der Kaiser verschloss sich dieser Argumentation nicht, aber der Schauspieler musste nach Widerspruch der Freigelassenen dann doch die Todesstrafe erleiden. Nur Suillius Caesoninus und Messalinas ehemaliger Liebhaber Plautius Lateranus wurden verschont.
Messalina, die sich derweilen in den Gärten des Lucullus aufhielt, schrieb eine Bittschrift an Claudius. Sie soll trotz ihrer verzweifelten Lage noch auf eine Wendung ihres Schicksals zum Guten gehofft und auf Rache an Narcissus gesonnen haben. Als der nach Hause zurückgekehrte Kaiser gegessen hatte, zeigte er sich tatsächlich wieder versöhnlicher und wollte nun Messalina am nächsten Morgen die Möglichkeit zu ihrer Rechtfertigung einräumen. Da übermittelte Narcissus einem Tribunen und den Zenturionen den angeblich von Claudius stammenden Befehl zur Ermordung der Kaiserin. Die mit der Exekution beauftragten Männer machten sich daraufhin gemeinsam mit dem als Aufsichtsführender und Vollstrecker fungierenden Freigelassenen Euodus an die Ausführung des Befehls. Obwohl Messalina mit ihrer Mutter Domitia Lepida kein besonders inniges Verhältnis gepflegt hatte, stand diese ihr nun laut Tacitus in der letzten Stunde zur Seite und forderte sie zu einem ehrenvollen Selbstmord auf. Hierzu war die Kaiserin aber nicht in der Lage. Als dann das Mordkommando in die Lukullischen Gärten eindrang, versuchte sie sich zitternd zu erstechen, was misslang, bis der Tribun mit einem Dolchstoß ihrem Leben ein Ende setzte. Um ihren Leichnam durfte sich ihre Mutter kümmern, aber es wurde auf Senatsbeschluss die damnatio memoriae über sie verhängt. Claudius soll, als er ohne nähere Erläuterung über ihren Tod informiert wurde, ungerührt sein Trinkgelage fortgesetzt haben.

## Bild in der Nachwelt
Infolge der Darstellungen der antiken Schriftsteller wird Messalina bis heute als sittenlos und grausam beschrieben. Da Intrigen, Verschwörungen und das brutale Verfolgen der eigenen Interessen im Adel des römischen Imperiums an der Tagesordnung waren, bildete Messalina hier weder eine Ausnahme, noch ist sie ein Extrembeispiel dieser „Tugenden“. Bei der Beschreibung der Grausamkeiten und Skandale Messalinas und ihrer Zeitgenossen muss man sich auch das damalige moralische und kulturelle Klima vor Augen halten.

## Rezeption in Literatur, Musik, Kunst und Film
1773 erschien das einaktige Drama La nouvelle Messaline, das eine Parodie auf die Nymphomanin Messaline ist. Der Einakter wurde 1788 unter dem Titel Die neue Messaline auch ins Deutsche übertragen. Bei Lessing taucht Messalina als eines der 'bösesten Weiber in der Weltgeschichte' in seinem Dreiakter Der Misogyn (1767, zuvor 1755 als Einakter ohne diesen Hinweis) namentlich auf (im 5. Auftritt des 2. Aktes).
Auch im 19. Jahrhundert wurde Messalina, meist als Femme fatale charakterisiert, zur Protagonistin wichtiger literarischer Werke gemacht. Im Gedicht The Masque of Queen Bersabe (1866) des englischen Dichters Algernon Charles Swinburne erscheint sie wie andere bedeutende antike weibliche Gestalten (Kleopatra VII., Semiramis) als Frau, die den von ihr begehrten Männern Verderben bringt. Der italienische Dramatiker Pietro Cossa schildert sie in seiner Tragödie Messalina (1876) als eine in ihrem Liebesverlangen gänzlich unbeherrscht agierende Frau. Leopold von Sacher-Masoch erwähnt sie namentlich nicht nur in seiner Novelle Venus im Pelz, sondern benutzt ihren Namen zudem für seine Sammlungen Die Messsalinen Wiens Geschichten aus der guten Gesellschaft (1873) und Messalinen Berlins. Realistische Novellen und Sittenbilder aus dem high life der Reichshauptstadt (1887). Den Messalina-Stoff behandelten auch der französische Schriftsteller Alexandre Dumas der Jüngere in der Komödie La femme de Claude (1873) und der französische Dichter Alfred Jarry in seinem Roman Messaline (1901; deutsch 1971).
Messalina-Opern schufen unter anderem der italienische Komponist Carlo Pallavicino (Messalina, Libretto von Francesco Maria Piccioli, Uraufführung Venedig 1680), der deutsche Komponist Reinhard Keiser (Der verführte Claudius, Libretto von Heinrich Hinsch, Uraufführung Hamburg 1703) sowie der englische Komponist Isidore de Lara (Messaline, Uraufführung Monte Carlo 1901). Ein die römische Kaiserin ins Zentrum rückendes Ballett stammt von Luigi Danesi (Messalina, 1877). Seit 1910 entstanden auch einige diese Thematik behandelnde Filme, die aber alle nicht mit bedeutenden Regisseuren oder Schauspielern aufwarten können. Ausnahmefälle sind nur die spätere Oscar-Preisträgerin Susan Hayward, die im Monumentalfilm Die Gladiatoren von 1954 eine erstaunlich sympathische, gegen den Tyrannen Caligula intrigierende Messalina spielt, sowie die englische Film-, Fernseh- und Theaterschauspielerin Sheila White, die glänzende Kritiken für ihre Darstellung Messalinas in der BBC-Fernsehserie Ich, Claudius, Kaiser und Gott aus dem Jahr 1976 erhielt.

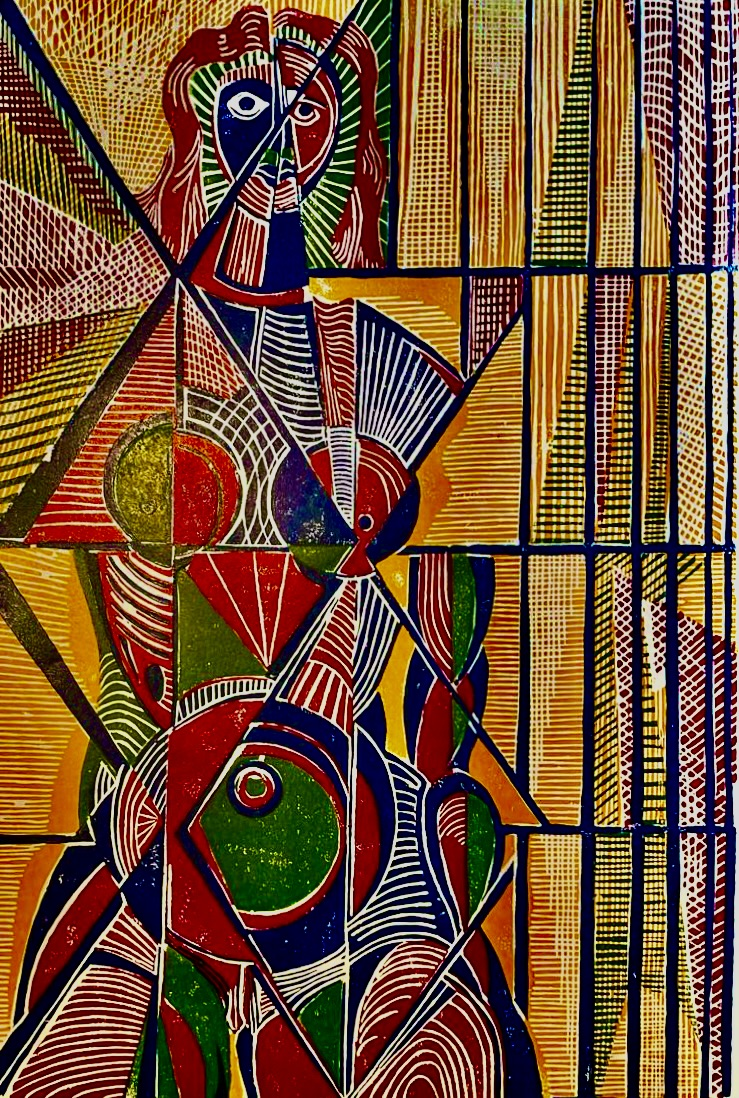
Messalina – Holzschnitt von Peter Römpert in Bietigheim-Bissingen, 2004

Der italienische Maler Federico Faruffini stellte um 1850 ein Porträt her, das die Herrscherin als Freudenhausdienerin zeigt. 1874 malte Gustave Moreau ein ebenfalls den Messalina-Stoff aufgreifendes Gemälde.
1996 wurde Messalinas intrigantes und sexuell ausschweifendes Treiben am Hofe unter der Regie von Joe D’Amato in dem aufwendig gestalteten Hardcore-Erotikfilm Messalina – Kaiserin und Hure mit Kelly Trump in der Hauptrolle verfilmt. Die Dreharbeiten fanden in der Nähe des Originalschauplatzes Rom statt.
Weitere Verfilmungen:
- 1923: Messalina, Regie: Enrico Guazzoni, mit Rina De Liguoro als Messalina
- 1951: Messalina, Regie: Carmine Gallone, mit María Félix
- 1960: Messalina, Regie: Vittorio Cottafavi, mit Belinda Lee
- 1977: Messalina – Kaiserin und Hure, Regie: Bruno Corbucci, mit Anneka Di Lorenzo
- 1981: Caligula und Messalina, Regie: Bruno Mattei, Antonio Passalia, mit Betty Roland